# Big Hit Music
Big Hit Music (кореј. 빅히트 뮤직), раније Big Hit Entertainment (кореј. 빅히트 엔터테인먼트), јужнокорејска је дискографска кућа коју је основао Банг Сихјук 2005. године. У марту 2021. реорганизована је под покровитељством Hybe Corporation. Матична је кућа солисте Лија Хјуна, као и дечачких група BTS и Tomorrow X Together.